# TeX4ht
TeX4ht ist ein leistungsfähiger und sehr weitgehend konfigurierbarer Konverter von Eitan M. Gurari (* 1947; † 2009), der TeX- und LaTeX-Dokumente in HTML und in eine Reihe von XML-Formaten umwandeln kann. Er dient insbesondere auch zur Umsetzung von (La)TeX-Dokumenten in die Formate von Textverarbeitungen.
Das Programm ist als freie Software unter der LaTeX Project Public License (LPPL) veröffentlicht.

## Geschichte
In den 1990er Jahren entwickelt, beherrschte TeX4ht ursprünglich nur die Konvertierung von (La)TeX nach HTML. Damit war es möglich, wissenschaftliche Dokumente, die mithilfe von (La)TeX für die Druckausgabe vorbereitet worden waren, für eine Veröffentlichung im World Wide Web zur Darstellung im Webbrowser bereitzustellen. Insbesondere wird die Möglichkeit, Verweise als Hypertext in ein Dokument einzufügen, sehr weitgehend unterstützt.
Im Laufe der Zeit kamen Schritt für Schritt immer mehr XML-basierte Formate hinzu. Derzeit werden XHTML, MathML, OpenDocument, DocBook und TEI unterstützt; außerdem kann JavaHelp erzeugt werden.
TeX4ht ist mittlerweile in allen TeX-Distributionen vorkonfiguriert verfügbar.
Nach dem Tod von Eitan M. Gurari wird das Programm von Radhakrishnan CV und Karl Berry weiter gepflegt.

## Arbeitsweise
Im Unterschied zu anderen Konvertern, wie insbesondere LaTeX2html oder TtH, wird nicht versucht, die Syntax der jeweiligen Auszeichnungssprachen umzusetzen. TeX4ht parst das (La)TeX-Dokument nicht selbst, sondern überlässt dies (La)TeX. Dabei wird eine DVI-Datei erzeugt, die TeX4ht in der Folge weiter umsetzt.
Diese Vorgehensweise bietet den Vorteil, dass grundsätzlich jedes kompilierende (La)TeX-Dokument von TeX4ht verarbeitet werden kann. Erweiterungen durch Zusatzpakete oder benutzerspezifische Ergänzungen (eigene Befehle und Umgebungen, Erweiterungen zur Literaturverwaltung mit BibTeX) stellen deshalb grundsätzlich kein Problem bei der Konvertierung dar.
Mathematische Formeln und andere Zeichen, die im Zielformat nicht als Text dargestellt werden können, werden in Graphiken umgewandelt und eingebunden.
Mittels ODT, dem nativen Textformat von OpenOffice.org und LibreOffice Writer, können LaTeX-Dokumente leicht weiter in das Format doc von Microsoft Word gewandelt werden.